# Wassergasse

Skizze einer ähnlichen Riegelstellung

Bei einer Wassergasse handelt es sich um eine Taktik der Feuerwehr, um Flucht- und Rettungswege bei hoher Flammeneinstrahlung zu ermöglichen. Sie wurde vor allem während der Bombenangriffe im Zweiten Weltkrieg verwendet und ist durch einen hohen Material-, Personen- und Löschmitteleinsatz gekennzeichnet.
Von einer Wasserentnahmestelle wird mittels geeigneter Pumpen über eine einfache oder doppelte B-Schlauchleitung das Wasser in Richtung Brand transportiert. Hierbei ist zu beachten, dass eine Wassergasse in Hauptausbreitungsrichtung des Feuers aufgebaut wird.  Bei einer Wassergasse gehen von jedem benutzten Verteiler jeweils zwei C- und eine B-Leitung ab. Beide C-Leitungen werden gegeneinander gerichtet und bilden die Wassergasse. Die weiterhin abgehende B-Leitung geht zum nächsten Verteiler.
Dieses System ist theoretisch unbegrenzt erweiterbar, jedoch ist auf eine ausreichend zur Verfügung stehende Wassermenge zu achten. Ebenso sollte die genutzte Pumpleistung dafür Sorge tragen, dass an allen Strahlrohren genügend Wasserdruck anliegt.
Eine ähnliche Taktik ist die verlängerte „Riegelstellung“ mit mehr als einem Verteiler auf einer B-Leitung. Im Gegensatz zur Wassergasse zielt das Löschmittel in eine Richtung (z. B. gegen einen Wald- oder Flächenbrand). Hierzu wird i. d. R. auf der vom Feuer abgewandten Seite des Verteilers zwei, auf der zugewandten Seite einen C-Schlauch benötigt. (Vgl. Skizze.)